# Skrobaczów
Skrobaczów – wieś w Polsce, położona w województwie świętokrzyskim, w powiecie buskim, w gminie Stopnica.
| SIMC    | Nazwa            | Rodzaj    |
| ------- | ---------------- | --------- |
| 0272655 | Gajówka          | część wsi |
| 0272661 | Góra             | część wsi |
| 0272684 | Podlas           | kolonia   |
| 0272678 | Pod Prusami      | część wsi |
| 0272690 | Wygoda Skrobacka | część wsi |
| 0272709 | Za Dworem        | część wsi |

Wieś w powiecie wiślickim województwa sandomierskiego w latach 70. XVI wieku należała do wojewody krakowskiego Piotra Zborowskiego. . W latach 1975–1998 miejscowość administracyjnie należała do województwa kieleckiego.
15 lipca 1944 roku wieś Skrobaczów była świadkiem  walki oddziału Narodowych Sił Zbrojnych z oddziałami Armii Ludowej i Batalionów Chłopskiech.